# Walid Phares
Walid Phares (em árabe: وليد فارس IPA: [waˈliːd ˈfaːres]) é um acadêmico estadunidense de origem libanesa e comentarista político de direita. Trabalhou para as campanhas presidenciais republicanas de Mitt Romney em 2012 e de Donald Trump em 2016, além de atuar como comentarista sobre o terrorismo e no Oriente Médio para a Fox News desde 2007, e para a NBC de 2003 a 2006. Cristão maronita, Phares ganhou notoriedade por sua associação com as milícias cristãs libanesas nos anos 80, durante a Guerra Civil Libanesa, e por suas visões anti-islâmicas.

## Infância e educação
Phares é cidadão cristão maronita, libanês e estadunidense. Ele nasceu no Líbano em 24 de dezembro de 1957 e cresceu em Beirute e em sua vila natal de Ghouma (distrito de Batroun). Ele emigrou para os Estados Unidos em 1990.
Ele possui graduação em Direito, em ciência política e em sociologia pela Universidade São José e pela Universidade Libanesa, ambas de Beirute. Após seus estudos de graduação, Phares exerceu a advocacia em Beirute por um período de tempo, depois obteve um mestrado em Direito pela Universidade Jean Moulin Lyon 3 (França), e um doutorado em filosofia de relações internacionais e de estudos estratégicos pela Universidade de Miami (Estados Unidos).

## Livros
| Ano(s)     | Livro                                                                     | Editora                                  |
| ---------- | ------------------------------------------------------------------------- | ---------------------------------------- |
| 1979       | Pluralism in Lebanon                                                      | Universidade do Espírito Santo de Kaslik |
| 1980       | The Lebanese Thought and the Thesis of Arabization                        | Dar el-Sharq Press                       |
| 1981       | Democratic Dialogue                                                       | Manshurat el-Tagammoh                    |
| 1985       | Thirteen Centuries of Struggle                                            | Mashreq Editions (Beirut)                |
| 1986       | The Iranian Islamic Revolution                                            | Dar el-Sharq Press                       |
| 1995       | Lebanese Christian Nationalism: The Rise and Fall of an Ethnic Resistance | L. Rienner Publishers                    |
| 1998, 2001 | History of the Middle East: Trends and Benchmarks                         | IRP University of Miami Press            |
| 2005       | Future Jihad: Terrorist Strategies Against America                        | Palgrave Macmillan                       |
| 2007       | The War of Ideas: Jihadism against Democracy                              | Palgrave Macmillan                       |
| 2008       | The Confrontation: Winning the War against Future Jihad                   | Palgrave Macmillan                       |
| 2010       | The Coming Revolution: Struggle for Freedom in the Middle East            | Simon & Schuster                         |
| 2014       | The Lost Spring. U.S. Policy in the Middle East and Catastrophes to Avoid | Palgrave Macmillan                       |